# Comuna Velîka Fosnea, Ovruci
Velîka Fosnea (în ucraineană Великофоснянська сільська рада) este o comună în raionul Ovruci, regiunea Jîtomîr, Ucraina, formată din satele Mala Fosnea și Velîka Fosnea (reședința).

## Demografie
Componența lingvistică a comunei Velîka Fosnea
     Ucraineană (97,32%)
     Rusă (2,31%)
     Alte limbi (0,36%)
Conform recensământului din 2001, majoritatea populației comunei Velîka Fosnea era vorbitoare de ucraineană (97,32%), existând în minoritate și vorbitori de rusă (2,31%).